# Antiglobulinetest
De antiglobulinetest wordt toegepast in een bloedtransfusielaboratorium. Deze test kan uitgesplitst worden in een directe antiglobulinetest (DAT) en een indirecte antiglobulinetest (IAT). De DAT wordt vooral gebruikt voor het aantonen van antistoffen en/of complementfactoren die in het lichaam aan de rode bloedcellen van een patiënt zijn gebonden. De IAT wordt gebruikt om antistoffen tegen rode bloedcellen in het serum van de patiënt aan te tonen.

## Toepassing
Aantonen van antistoffen op rode bloedcellen met behulp van de DAT wordt toegepast bij:
- (auto-immuun)hemolytische anemie (AIHA)
- hemolytische ziekte van de pasgeborene (HZP)
- het onderzoek naar (uitgestelde) transfusiereacties

Aantonen van antistoffen in het serum met behulp van de IAT wordt toegepast bij:
- onderzoek naar aanwezigheid van irregulaire antistoffen voor een bloedtransfusie, tijdens een zwangerschap of om vrije antistoffen aan te tonen bij een AIHA.